# Dead Man Walking
Dead Man Walking (bra: Os Últimos Passos de um Homem; prt: A Última Caminhada) é um filme britano-estadunidense de 1995, do gênero drama, dirigido por Tim Robbins com roteiro baseado em livro da freira Helen Prejean, sobre um caso real.

## Sinopse
Ao receber a carta de um preso condenado à morte pelo assassinato de dois adolescentes, e tomar conhecimento das provas precárias que o levaram à condenação, uma freira católica da Louisiana passa a ser sua guia espiritual e a lutar de corpo e alma para salvá-lo da pena de morte, que será realizada através da injeção letal.

## Elenco
- Susan Sarandon ....  irmã Helen Prejean
- Sean Penn ....  Matthew Poncelet
- Robert Prosky ....  Hilton Barber
- Jack Black.... Craig Poncelet
- Raymond J. Barry ....  Earl Delacroix
- R. Lee Ermey ....  Clyde Percy
- Celia Weston ....  Mary Beth Percy
- Lois Smith ....  mãe de Helen
- Scott Wilson ....  Chaplain Farlely
- Roberta Maxwell ....  Lucille Poncelet
- Margo Martindale ....  Irmã Colleen
- Barton Heyman ....  captitão Beliveau
- Steve Boles ....  sargento Neal Trapp
- Nesbitt Blaisdell ....  Warden Hartman
- Ray Aranha ....  Luis Montoya
- Larry Pine ....  Guy Gilardi

## Principais prêmios e indicações
Oscar 1996 (EUA)
- Venceu na categoria de melhor atriz (Susan Sarandon)[carece de fontes?]
- Foi também indicado nas categorias de melhor diretor, melhor ator (Sean Penn) e melhor canção original (Dead Man Walking)[carece de fontes?]

Globo de Ouro 1996 (EUA)
- Recebeu três indicações, nas categorias de melhor atriz - drama (Susan Sarandon)[carece de fontes?], melhor ator - drama[carece de fontes?] (Sean Penn) e melhor roteiro[carece de fontes?].

Independent Spirit Awards 1996 (EUA)
- Ganhou o prêmio de melhor ator (Sean Penn)[carece de fontes?]
- Foi também indicado na categoria de melhor atriz coadjuvante (Celia Weston)[carece de fontes?]

Festival de Berlim 1996 (Alemanha)
- Ganhou o Urso de Prata de melhor ator (Sean Penn)[carece de fontes?] e o Prêmio do Júri[carece de fontes?]
- Tim Robbins foi indicado ao Urso de Ouro (melhor filme)[carece de fontes?]

Prêmio David di Donatello 1996 (Itália)
- Susan Sarandon venceu na categoria de melhor atriz estrangeira[carece de fontes?]

MTV Movie Awards 1996 (EUA)
- Recebeu uma indicação na categoria de melhor atuação feminina (Susan Sarandon)[carece de fontes?]